# Mindanaodwergooruil
De mindanaodwergooruil (Otus mirus) is een vogelsoort uit de familie van de strigidae (uilen). 

## Leefgebied en status als rodelijstsoort
De mindanaodwergooruil komt alleen voor op het eiland Mindanao in de Filipijnen. Hij is aangetroffen in Mount Hilong-Hilong, Mount Apo, Mount Kitanglad en Lake Sebu. De soort wordt als zeldzaam beschouwd, maar op grotere hoogte in montane bergbossen is deze dwergooruil waarschijnlijk nog volop aanwezig.

## Status
De mindanaodwergooruil heeft een beperkt verspreidingsgebied en daardoor is er kans op uitsterven. De totale grootte van de populatie is niet gekwantificeerd, maar gaat plaatselijk in aantal achteruit. Ondanks deze redenen staat deze dwergooruil als niet bedreigd op de Rode Lijst van de IUCN.